# أوريون (مركبة فضاء)

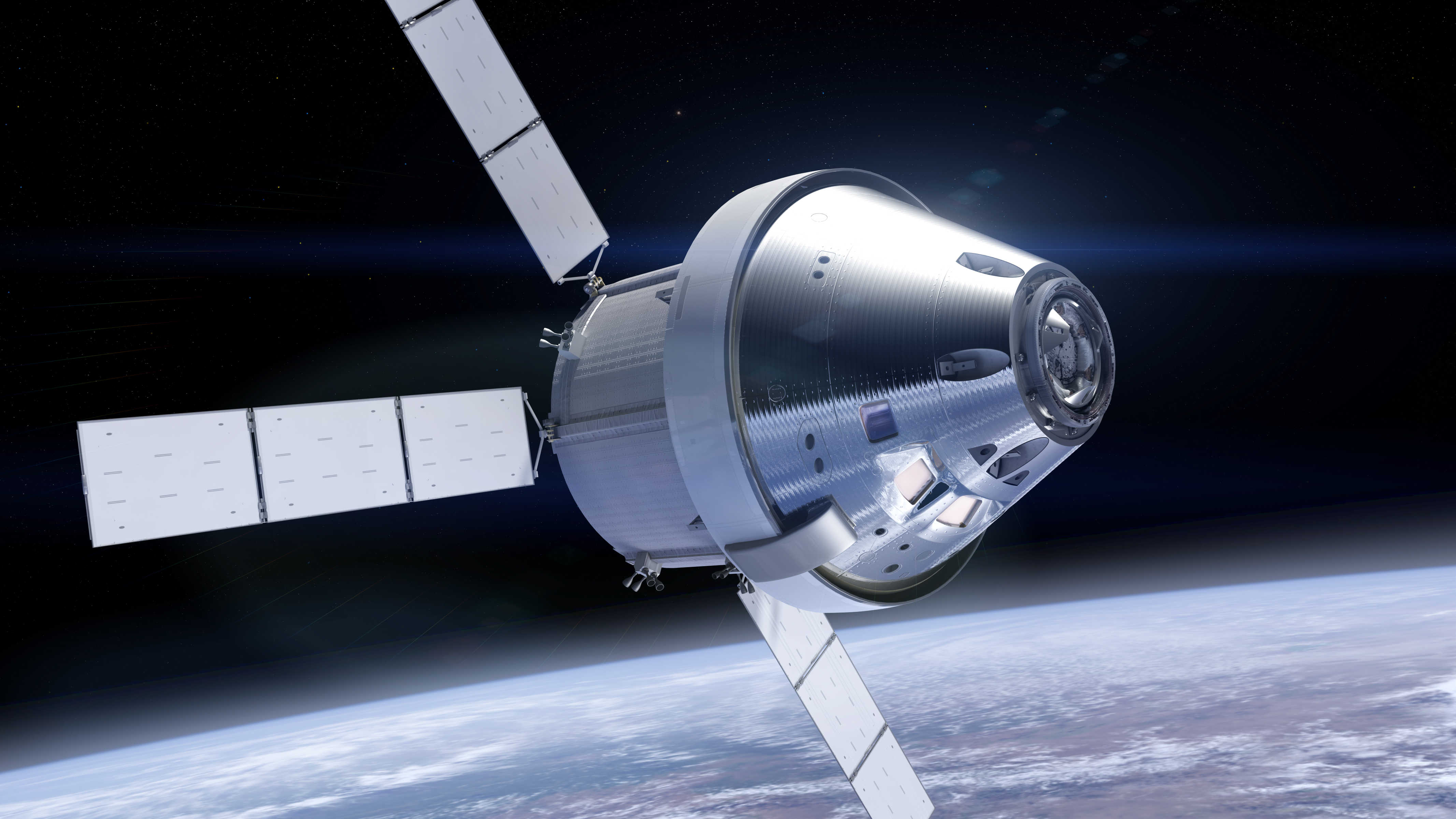
مركبة الفضاء أوريون ومشتبك بها "وحدة خدمة أوريون" أسطوانية الشكل.

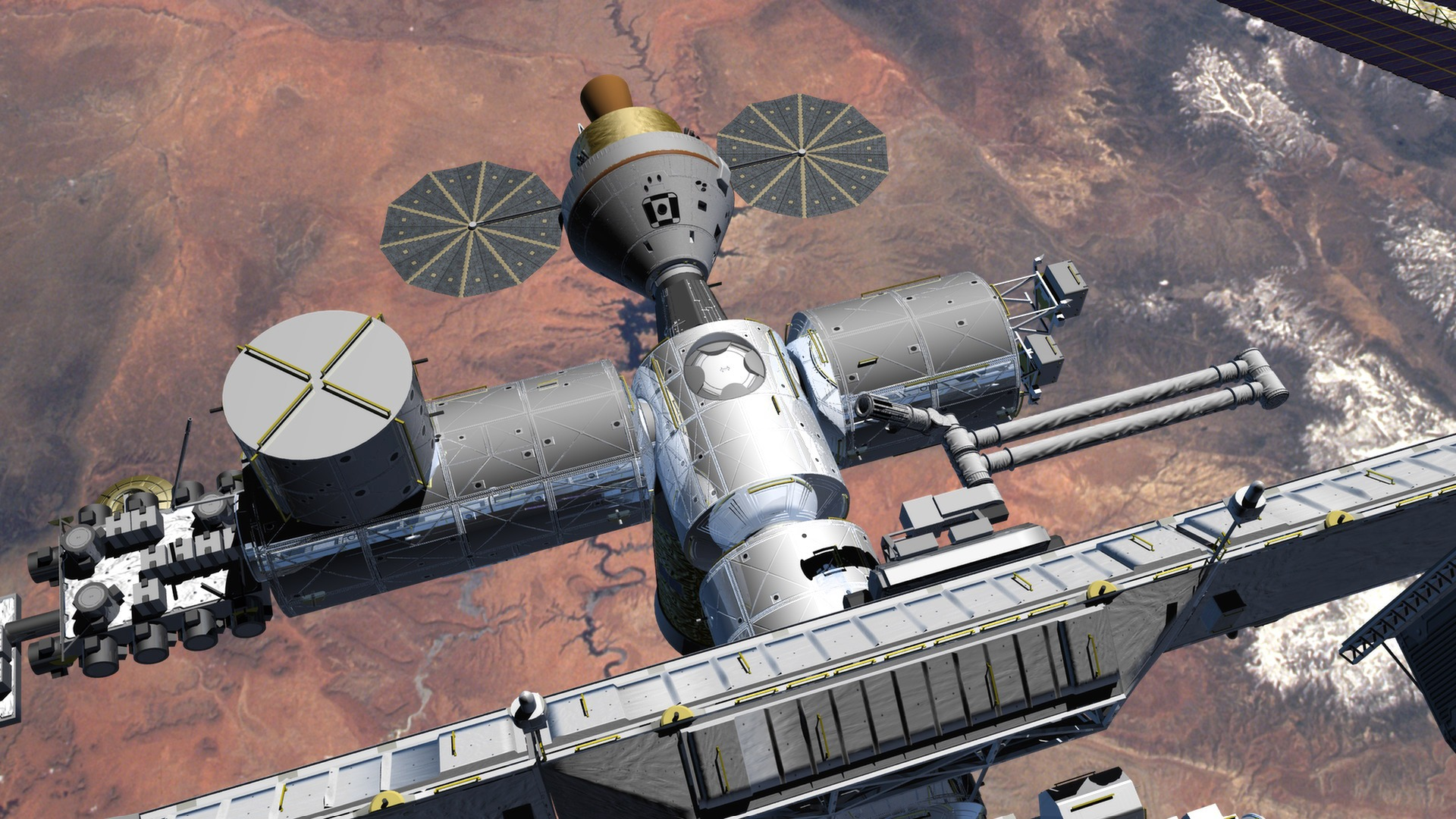
أوريون ملتحمة بمحطة الفضاء الدولية (صورة غير حقيقية).

أوريون (Orion) هي مركبة فضاء مصممة لنقل رواد الفضاء إلى محطة الفضاء الدولية وإعادتهم، ويعول عليها في التخطيط لسفر رواد فضاء إلى القمر أو المريخ مستقبلا. من المقرر ان تستخدمها ناسا ابتداء من العام 2020 . وعلى عكس مكوكات الفضاء التي تطلق بمحركات صاروخية ذاتية في مدارات حول الأرض أو لتوصيل وأعادة رواد فضاء إلى محطة الفضاء الدولية ثم تهبط مثل الطائرات، فإن أوريون هي كبسولة ستكون مأهولة توضع على متن صاروخ حامل لإيصالها للفضاء، وعند العودة توجه للأرض وتخفض من سرعتها عن طريق احتكاكها الشديد بالغلاف الجوي للأرض، ثم تنفتح مظلات لتهدئة ارتطامها بسطح الأرض. تلك الطريقة هي التي تتبعها روسيا لإرسال رواد فضاء إلى المحطة الفضاء الدولية وإعادتهم.
وتستخدم ناسا حاليا منظومة مركبات سويز المحمولة على الصاروخ سويز. ويتمثل الهدف الرئيس لأوريون في إرسال الأميركيين مجدداً إلى القمر بحلول عام 2020، وذلك كخطوة أولى نحو بناء قاعدة دائمة على القمر.
أعلنت ناسا عن بدء هذا المشروع في عام 2005 . ومن المخطط له أن تقوم ناسا باختبار المركبة الفضائية أوريون فيما يسمى «اختبار استكشاف الطيران 1» (EFT-1) في بداية عام 2015 . سوف تقلع مركبة الفضاء على صاروخ حامل من نوع دلتا 4 ثقيل. ومن المتوقع أن تكون أول بعثة مأهولة بالمركبة أوريون بعد عام 2020 .
.
وقد أعلنت ناسا وإيسا في يناير 2013 أن شركة الفضاء الأوروبية «أستريوم» سوف تقوم بتصنيع «وحدة الخدمة أوريون» لوكالة الفضاء الأوروبية.
في السادس من ديسمبر 2014 الساعة 7:05 صباحا بتوقيت الساحل الشرقي للولايات المتحدة ومن قاعدة كيب كنافيرال للقوات الجوية بولاية فلوريدا. تم إجراء اختبار تجريبي غير مأهول للمركبة في الفضاء الخارجي حيث تم اطلاق صاروخها الحامل من نوع دلتا 4 من قاعدة كيب كانافيرال في فلوريدا وعلى ارتفاع 5800 كلم من سطح الأرض تم اسقاطها وتوجيهها للهبوط لاختبار تحملها للحرارة الكبيرة المتولدة عن احتكاكها بالغلاف الجوي للأرض في طبقات الجو العليا حتى تقل سرعتها وتصبح مستعدة لفتح مظلات الهبوط. سقطت الكبسولة في المحيط الهادئ قبالة الساحل الغربي للمكسيك وتكلف الاختبار 375 مليون دولار.

## وصفها

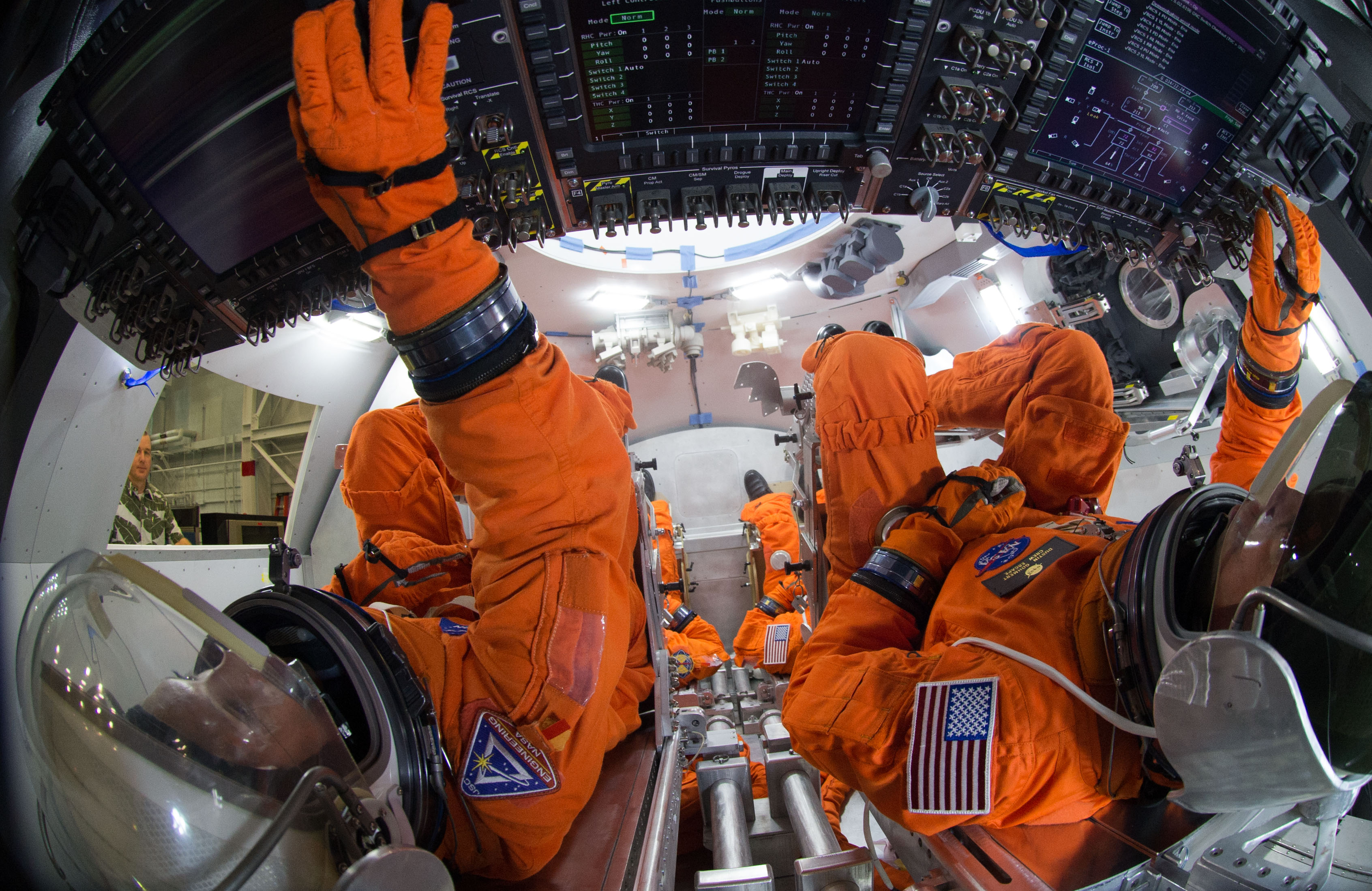
داخل نموذج لمركبة الفضاء أوريون في أكتوبر 2014.

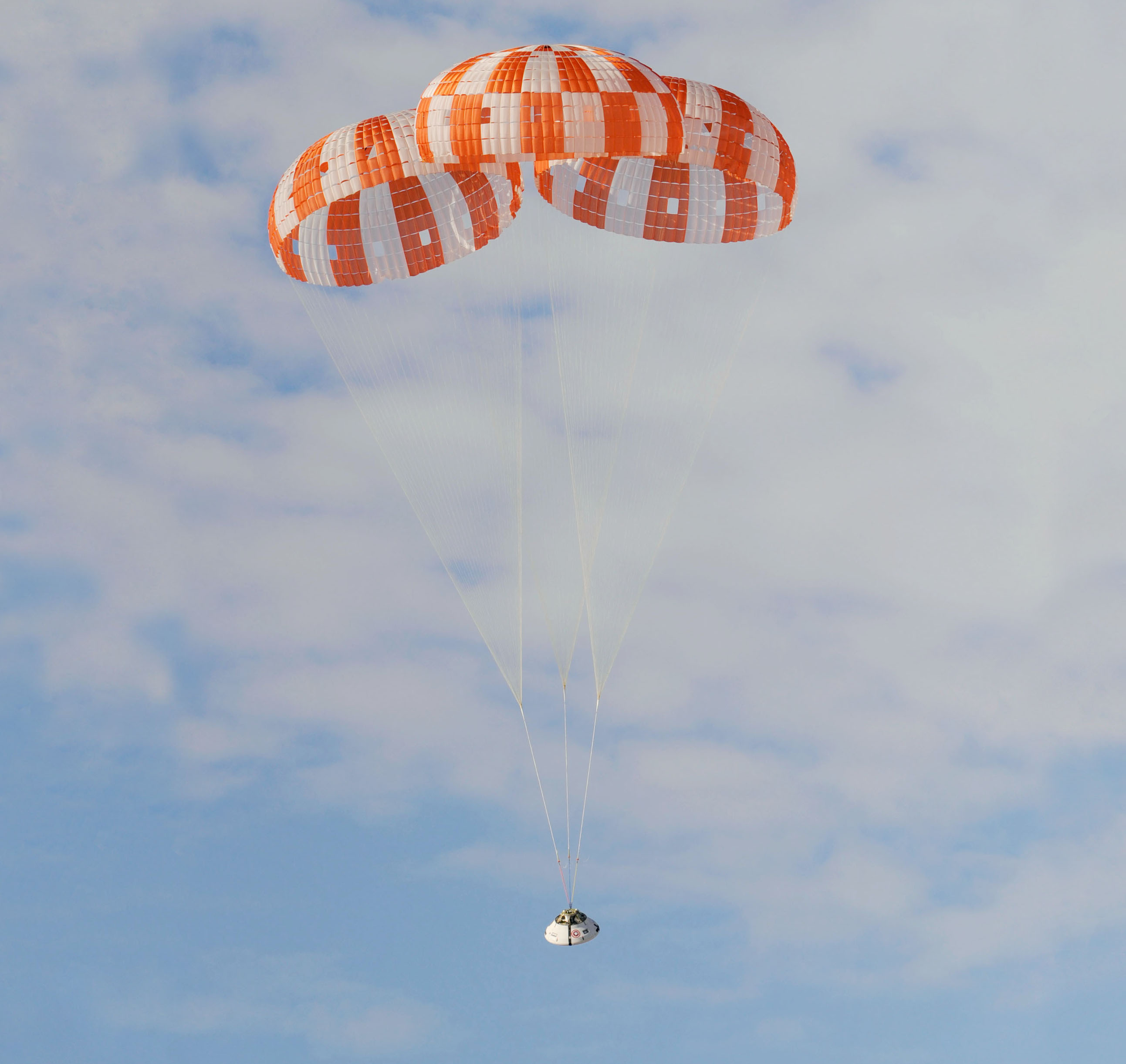
اختبار نظام مظلات مركبة الفضاء أوريون في عام2012.

مركبة الفضاء أوريون شكلها مخروطي، ومصممة لركوب 6 من رواد الفضاء.
- ارتفاعها:~ 3,3 متر
- القطر: ~ 5 متر
- حجمها: 19,55 متر³ (وهي أكبر من مركبة أبولو 3 مرات)
- الأوزان:
- وزن مركبة الرواد (CM): (8.913 كيلوجرام)
- وحدة الخدمة (SM) (أسطوانية الشكل): 12.336 كيلوجرام (للذهاب إلى القمر) أو 8.807 كيلوجرام (للذهاب إلى محطة الفضاء الدولية)
- نظام الإنقاذ (LAS): 7.062 كيلوجرام
- جهاز ربطها بالصاروخ الحامل: 1.639 kg
- وزنها الكلي: 29.950 kg (للذهاب إلى القمر) أو 27.214 كيلوجرام (للذهاب لمحطة الفضاء الدولية)
- قوة الدفع لمحرك وحدة الخدمة: 27 كيلو نيوتن، ويعمل بوقود مونوميثيل هيدرازين.

بالإضافة إلى 8 محركات صغيرة للتوجيه؛ قوة دفع كل منها 0,4 كيلو نيوتن.

## البعثة
مركبة الفضاء أوريون خاصة بحمل رواد الفضاء إلى القمر، أو لأحد الكويكبات وإلى المريخ. كما سوف تستخدم في نقل رواد الفضاء وأمتعتهم إلى محطة الفضاء الدولية.

## اقرأ أيضا
- الطير (مركبة هبوط على القمر)
- مركبة فضاء
- مركبة القيادة ووحدة الخدمة
- آريس 1
- آريس 5